# Citrix Systems
Citrix Systems Inc. (notowana na giełdzie NASDAQ: CTXS) – amerykańska firma informatyczna z siedzibą w Fort Lauderdale na Florydzie (USA). Firma została założona w 1989 roku i obecnie skupia się na łączeniu technologii wirtualizacji, tworzenia sieci i przetwarzania w chmurze w pełne portfolio produktów, które zapewniają użytkownikom pracę w wirtualnych środowiskach oraz pozwalają na tworzenie wirtualnych centrów danych dla informatyki. Obecnie ponad 330 000 organizacji na całym świecie działa, wykorzystując rozwiązania Citrix.
Firma jest producentem infrastruktury zdalnego dostępu (Application Delivery Infrastructure), która umożliwia realizowanie bezpiecznego, prostego i nieprzerwanego dostępu do aplikacji biznesowych oraz informacji, z dowolnego urządzenia, poprzez dowolne łącze. Oparta jest ona na koncepcji „Server Based Computing”/Thin Client, a obecnie stanowi rozwinięcie usług terminalowych Windows Server 2003 (Terminal Services). Nazewnictwo tego produktu zmieniało się, poczynając od: WinFrame, Metaframe 1.8/XP, Presentation Server 3.0, 4.0, 4.5. Dostępna jest już wersja 5 w edycjach Advanced, Enterprise i Platinum.
Citrix współpracuje z ponad 10 000 firm a do Citrix Access Partner Network należy około 6200 partnerów w ponad 100 państwach.
W 2009 roku dochód firmy wyniósł 1,61 miliarda USD, a w 2010 1,87 mld.
Produkty Citrix:
- Citrix XenDesktop (dawniej: Desktop Server)
- Citrix XenApp (dawniej: Presentation Server, MetaFrame, WinFrame)
- Citrix XenApp Fundamentals
- Citrix XenServer
- Citrix Essentials for XenServer
- Citrix Access Gateway
- Citrix BranchRepeater (dawniej: WANScaler)
- Citrix Password Manager
- Citrix EdgeSight
- Citrix NetScaler
- Citrix Online

W 2022 roku przedsiębiorstwo zostało przejęte przez Vista Equity Partners i połączone z TIBCO Software.